# Tina Komel
Tina Komel, slovenska komercialistka in političarka, * 13. april 1980, Kranj.
Trenutno je kot članica Pozitivne Slovenije poslanka Državnega zbora Republike Slovenije.